# Holomelina pomponia
Holomelina pomponia är en fjärilsart som beskrevs av Druce 1889. Holomelina pomponia ingår i släktet Holomelina och familjen björnspinnare. Inga underarter finns listade i Catalogue of Life.